# UHTREX
Das Ultra-High Temperature Reactor Experiment (UHTREX) war ein experimenteller, gasgekühlter Hochtemperaturreaktor, der vom Los Alamos National Laboratory zwischen 1959 und 1971 als Teil der Forschung zur Kostensenkung der Nuklearenergie betrieben wurde. Der Zweck des Reaktors war, die Vorteile der Verwendung eines günstigen und einfachen Brennelements, gegenüber dem Nachteil der Kontamination des Primärkühlkreislaufs zu erforschen. Der Reaktor erreichte 1969 erstmals seine volle Leistung.
Das Experiment war ein Spin-Off von Project Rover, welches zum Ziel hatte, einen thermo-nuklearen Raketenantrieb zu entwickeln.

## Aufbau

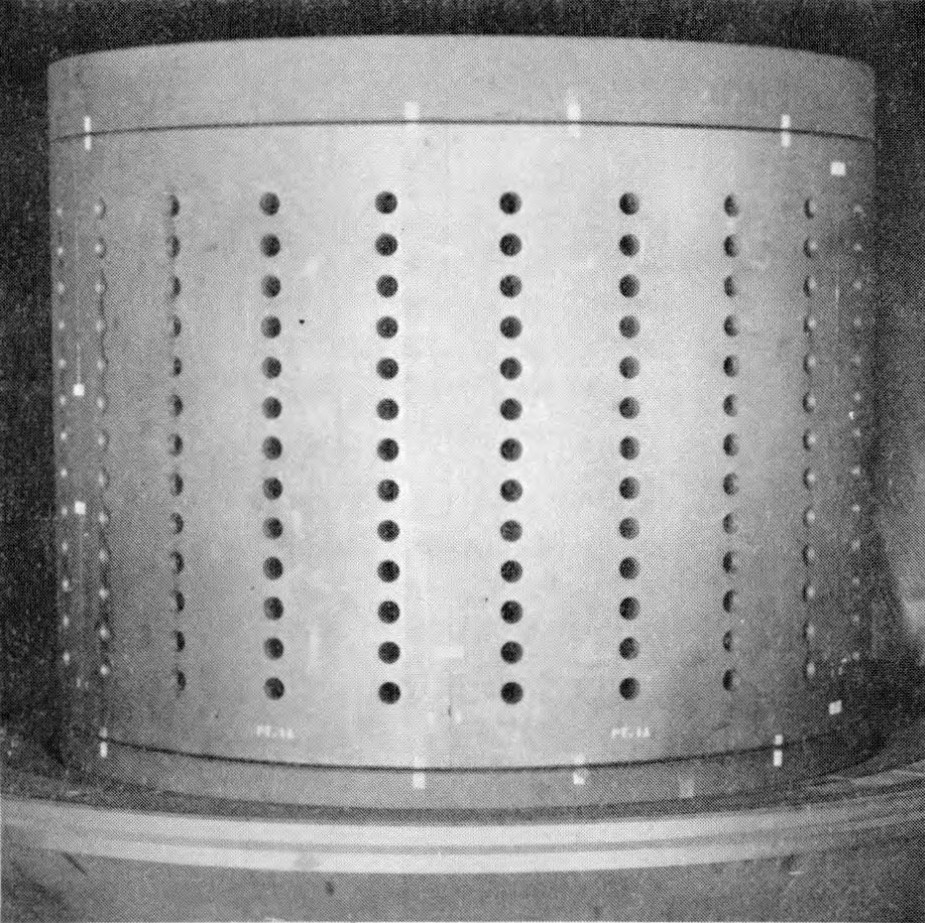
Zylindrischer Moderator aus reinem Graphit mit Bohrungen zur Brennstoffaufnahme des UHTREX

Die Hauptkomponente des Reaktorkerns war ein vertikaler, drehbar gelagerter Hohlzylinder aus reinem Graphit mit einem Außendurchmesser von 1,78 m, einem Innendurchmesser von 0,58 m und einer Höhe von 0,99 m, der auch der Neutronenmoderator des Reaktors war. Dieser Zylinder hatte am Umfang 312 gleichmäßig verteilte Brennstoff-Kanäle, die sich vom Außen- bis zum Innendurchmesser erstreckten. Jeder dieser Kanäle konnte bis zu 4 Brennelemente aufnehmen. Die Befüllung mit neuen Brennelementen erfolgte ferngesteuert, während der Reaktor in Betrieb war. Zur Befüllung wurde der Zylinder mit dem zu befüllenden Kanal zur Befülleinrichtung gedreht. Die Befülleinrichtung hat dann von außen ein neues Brennelement nachgeschoben, wodurch das verbrauchte Element innen im Zylinder hinunterfiel und am Boden des Reaktors abgeführt wurde. Unter Volllast hat der Reaktor 1 bis 6 Brennelemente pro Tag verbraucht, je nach Anreicherungsgrad und Porosität des Brennelements. Die Maximalleistung des Reaktors betrug 3 MW thermisch.

## Vorteile
Kernreaktoren sind normalerweise so aufgebaut, dass ein direkter Kontakt des Kühlmediums mit den Brennelementen vermieden wird. Dies geschieht entweder durch Umhüllung der Brennelemente mit einem Metallmantel, oder indem das Kühlmedium durch separate Rohre geführt wird. Der Nachteil dabei ist die Anreicherung von Spaltprodukten im Brennelement, speziell Xenon-135, das zur sogenannten Xenonvergiftung von Kernreaktoren führt. Diese bewirkt eine Leistungsdrosselung durch die Absorption von Neutronen durch 135Xe im Reaktorkern. Weiters müssen die Brennelemente durch die Anreicherung mit Spaltprodukten früher ausgetauscht werden, noch bevor der ganze verfügbare Brennstoff verbraucht wurde. Auch die Trennung von Brennstoff und Kühlmittel selbst ist nicht trivial; die verwendeten Metallrohre müssen unter deren Schmelztemperatur betrieben werden, die im Regelfall unter jener der Brennelemente liegt, was den theoretisch erreichbaren thermischen Wirkungsgrad des Reaktors verringert.
Der UHTREX verwendete nicht-ummantelte, extrudierte Graphit-Brennstofflemente, die die Form eines länglichen Hohlzylinders hatten und eine poröse Struktur aufwiesen. Diese Elemente wurden mittels Vakuum mit in Wasser gelöstem Uranylnitrat getränkt und anschließend luftgetrocknet und in einem Ofen gebacken. Damit wurde schlussendlich eine dünne Uranoxid-Schicht erzeugt, die die poröse Graphit-Matrix überzogen hat. Man ging davon aus, dass diese Brennelemente wesentlich günstiger in der Herstellung sind als alle anderen damals üblichen Brennstoffe. Der größte Vorteil lag aber in der Porosität der Brennelemente in Verbindung mit der hohen Temperatur, wodurch die Spaltprodukte im Betrieb ausdiffundieren und vom Kühlmittel abtransportiert würden. Damit könnte man wesentlich mehr vom eigentlichen Brennstoff verbrauchen, bevor das Brennelement ausgetauscht werden müsste (bis zu 50 % höhere Ausbeute).

## Nachteile
Der wesentliche Nachteil dieser Bauart war die Kontamination des kompletten primären Kühlkreislaufs, inklusive aller Pumpen, Kompressoren und Wärmetauscher mit Spaltprodukten. Ein Leck im Primärkühlkreislauf würde eine signifikante Gefahr für das Personal sowie für die Umwelt bedeuten. Außerdem machen die hohen Kontaminationswerte eine Öffnung des Reaktors zur Befüllung mit neuen Brennelementen unmöglich, wodurch eine ferngesteuerte Befüllung während des Betriebs notwendig ist.